# Fjordvejen
Fjordvejen er en 11½ km lang landevej på den danske side af Flensborg Fjord mellem Kruså og Rinkenæs. Fra Kruså passerer vejen gennem Kollund, Sønderhav, Rønshoved og Rinkenæs. Gendarmstien gik i sin tid via Fjordvejen.
Ved Fjordvejen, ud for Okseøerne, findes Annies Kiosk (de), der er opkaldt efter Annie Bøgild, der i 1966 begyndte at sælge Hotdogs på stedet.

## Ekstern henvisning
- Fjordvejen – Flensborg Fjord Arkiveret 29. september 2007 hos  Wayback Machine
- Skov- og Naturstyrelsen, Gråsten Statsskovdistrikt Arkiveret 29. september 2007 hos  Wayback Machine

54°50′53.34″N 9°28′55.72″Ø / 54.8481500°N 9.4821444°Ø